# TBC1D7
TBC1D7 (англ. TBC1D7-LOC100130357 readthrough) – білок, який кодується однойменним геном, розташованим у людей на 6-й хромосомі. Довжина поліпептидного ланцюга білка становить 293 амінокислот, а молекулярна маса — 33 972.
| 10         |  | 20         |  | 30         |  | 40         |  | 50         |
| ---------- |  | ---------- |  | ---------- |  | ---------- |  | ---------- |
| MTEDSQRNFR |  | SVYYEKVGFR |  | GVEEKKSLEI |  | LLKDDRLDTE |  | KLCTFSQRFP |
| LPSMYRALVW |  | KVLLGILPPH |  | HESHAKVMMY |  | RKEQYLDVLH |  | ALKVVRFVSD |
| ATPQAEVYLR |  | MYQLESGKLP |  | RSPSFPLEPD |  | DEVFLAIAKA |  | MEEMVEDSVD |
| CYWITRRFVN |  | QLNTKYRDSL |  | PQLPKAFEQY |  | LNLEDGRLLT |  | HLRMCSAAPK |
| LPYDLWFKRC |  | FAGCLPESSL |  | QRVWDKVVSG |  | SCKILVFVAV |  | EILLTFKIKV |
| MALNSAEKIT |  | KFLENIPQDS |  | SDAIVSKAID |  | LWHKHCGTPV |  | HSS        |

A: Аланін

C: Цистеїн

D: Аспарагінова кислота

E: Глутамінова кислота

F: Фенілаланін

G: Гліцин

H: Гістидин

I: Ізолейцин

K: Лізин

L: Лейцин

M: Метіонін

N: Аспарагін

P: Пролін

Q: Глутамін

R: Аргінін

S: Серин

T: Треонін

V: Валін

W: Триптофан

Кодований геном білок за функцією належить до активаторів гтфаз. 
Задіяний у такому біологічному процесі, як альтернативний сплайсинг. 
Локалізований у цитоплазматичних везикулах.